# Thermoanaerobacter mathranii
Thermoanaerobacter mathranii è una specie di batterio appartenente alla famiglia delle Thermoanaerobacteriaceae.